# São José do Rio Claro
São José do Rio Claro là một đô thị thuộc bang Mato Grosso, Brasil. Đô thị này có diện tích 5057,854 km², dân số năm 2007 là 17324 người, mật độ 3,43 người/km².